# عماد دبوسي
عماد دبوسي دبّوسي كاتب قصصي وروائي تونسي برز في أدب الشباب. يعمل رئيس تحرير مجلة «فوانيس» للأطفال. هو عضو باتحاد الكتاب التونسيين وكاتب عام لفرعه بتوزر. حصل على جائزة كتارا للرواية العربية في مناسبتين. الأولى عن روايته «زائر من المستقبل» سنة 2019 في دورتها الخامسة. والثانية سنة 2022 في الدورة الثامنة عن روايته «المدن المخفية» وله أعمال روائيّة وقصصيّة أخرى.

## جوائزه
- 2019: فازت روايته «زائر من المستقبل» بجائزة كتارا للرواية العربية الدورة الرابعة عن فئة روايات الفتيان غير المنشورة.
- [6]2022 فازت روايته «المدن المخفية» بجائزة كتارا للرواية العربية الدورة الثامنة عن فئة الفتيان غير المنشورة.

## مؤلفاته
من مجموعاته القصصية:
- «زحف الشياطين».
- «الشمس تشرق ليلا»، 2020.[7]

من رواياته:
- «مدائن منتصف الوهم»، 2012.[8]
- «الرقص على أرض تحترق»
- «زائر من المستقبل» رواية الفتيان فازت بجائزة كتارا سنة 2019.
- «المدن المخفية» رواية الفتيان فازت بجائزة كتارا سنة 2022.
- عدد من القصص للأطفال: «جزيرة الدببة». «السد». «عيد الأمهات». «جاسر الشجاع». «الأرنب والثعلب الماكر». نشر أغلبها في مجلة العربي الصغير.